# 夜想曲第17番 (ショパン)
夜想曲第17番 ロ長調 作品62-1 は、フレデリック・ショパンが1846年に作曲、出版したピアノのための夜想曲。作品62-2と合わせ、この作品62はショパンが生前に発表した最後の夜想曲となった。R・ドゥ・ケンネリッツ嬢に献呈。

## 構成
ロ長調、アンダンテ、4分の4拍子。
三部形式であるが、自由な再現部になっている。

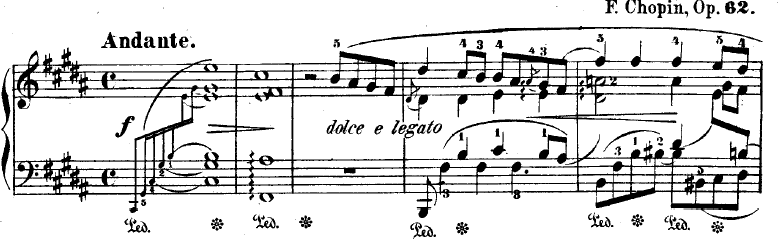
冒頭の第1主題

序奏は下属調ホ長調の減七の和音。主題は下降進行の落ち着いたもの。平行短調に移りながら休止をはさんで主調に戻り、舟歌のように安楽な感じを与えている。

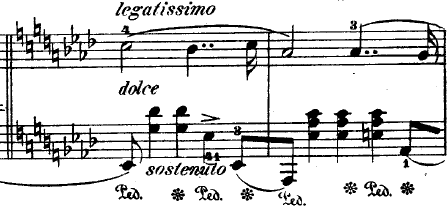
中間部

中間部では変イ長調のシンコペーション。両声部がのびのびと流れる。

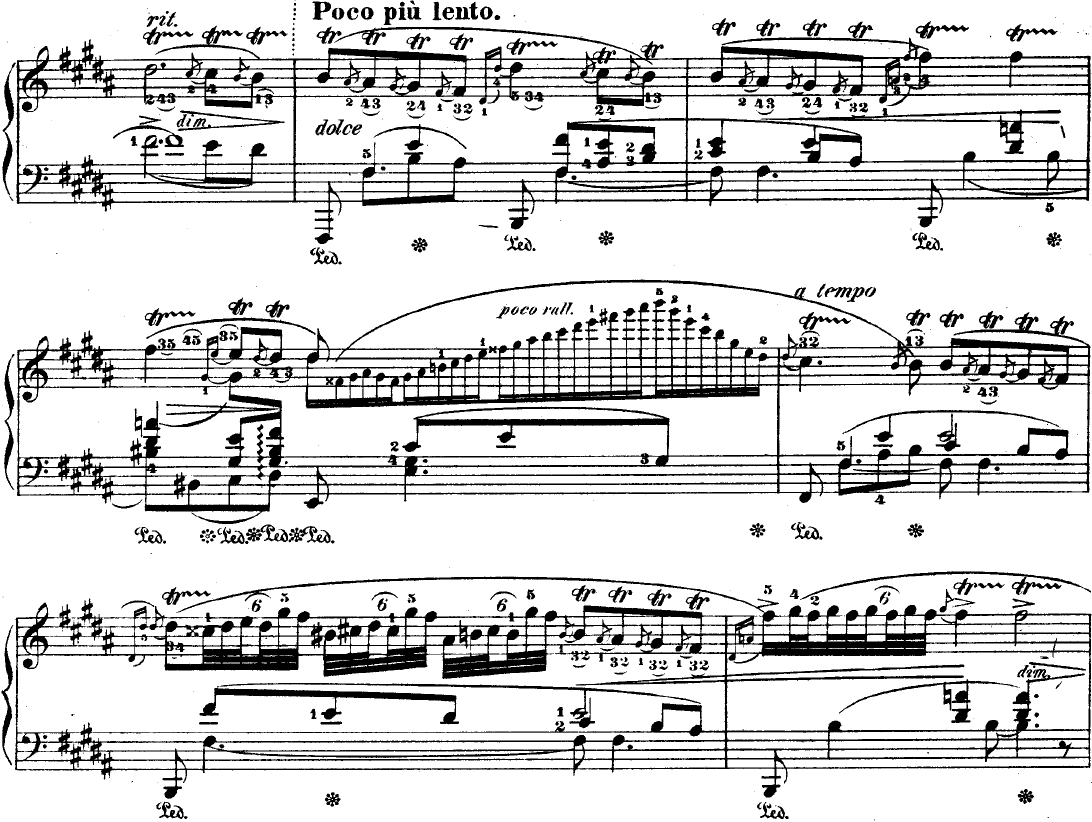
トリルを伴う第1主題の再現

再現部ではポーコ・ピウ・レントの速度指定で、主題の右手声部全てにトリルをつけている。流麗なパッセージでクロマティックをつけるなど、作者晩年の作に共通する語法が認められる。コーダはシンコペーションの上に、独自のハーモニーからなる旋律が登場し、穏やかに終わる。